# 田辺大智
田辺 大智（たなべ だいち、1997年5月5日 - ）は、日本テレビのアナウンサー。

## 来歴
高校は地元の新潟明訓高校に入学。サッカー部に入部し、当時のポジションはFWだった。2015年11月15日にデンカビックワンスタジアムで行われた全国高校サッカー選手権大会の新潟県大会決勝で決勝点を決め優勝に貢献、さらには全国大会に駒を進めた。
中央大学法学部に進学後はサッカー部に所属しながら、テレビ朝日アスクに通う日々を送っていた。
日本テレビに内定し、2020年4月1日、東京・汐留にある日本テレビタワーで行われた合同入社式にて同期アナウンサー とともに入社。
2020年9月28日からリニューアルした『Oha!4 NEWS LIVE』に忽滑谷・北脇と共に出演。入社後初のレギュラー番組となる。

## 人物
5歳の頃からサッカーに親しみ、中学時代はアルビレックス新潟のジュニアユースチームに在籍していた。
中学3年生時には、中学生のサッカーオールスター戦であるメニコンカップ2012日本クラブユースサッカー東西対抗戦（U-15）に出場。現在プレミアリーグ・ブライトンに所属する三笘薫らともプレー。当時のポジションは左サイドバック。
高校時代に失意の中、ベッドで寝ていた時に朝の情報番組「ZIP!」を見ていたのをきっかけに、日本テレビを志望したという。
先輩の田邊研一郎とは同姓だが、血縁関係はない。
高校、大学時代からモンテディオ山形に所属する中村亮太朗は同期である。
2023年、一般女性と結婚。10月14日放送の『日テレアナ・ザ・ワールド!』（ラジオ日本）の番組内で報告した。

## 出演番組
太字は出演中。
- スポーツ中継
- 日テレNEWS24（不定期）
- 人生が変わる1分間の深イイ話（2020年8月3日）- 密着VTR[10]
- Oha!4 NEWS LIVE - キャスター
  - 木・金曜担当（2020年10月1日 - 2021年3月26日）
  - 水曜担当（2021年3月31日 - 9月29日）[11]
  - 梅澤廉の代理（2021年5月6日）
  - 金曜担当（2021年10月8日 - 2022年4月1日）
  - 木曜担当（2022年4月7日 - 2023年3月30日）
  - 大町怜央の代理（2023年10月4日・11日、2024年1月17日）
- バゲット
  - 隔週木曜日レギュラー（2021年4月8日 - 2022年9月22日）
  - 月曜VTR企画レギュラー（2022年4月4日 - 2023年3月27日）
  - 隔週水曜日レギュラー（2022年9月7日 - 2023年3月22日）
  - 平松修造の代理（2022年9月12日・13日）
- ズームイン!!サタデー（2021年4月24日 - 9月25日）- 月末ニュースコーナー担当
- Going!Sports&News - アシスタント
  - 土曜担当（2021年10月2日 - ）
  - 大町怜央の代理（2022年1月9日・30日・2月6日・13日・20日・27日・5月1日・9月11日、2023年1月29日）
- ヒルナンデス!
  - 隔週水曜ニュースコーナー担当（2021年10月6日 - 2022年8月24日）
  - 篠原光の代理（2021年10月18日）
  - ニュースコーナー代理（2022年1月13日・31日・7月28日）
- 深層NEWS（2022年7月8日）- 川畑一志の代理
- NNNストレイトニュース（2022年8月28日）- 豊田順子の代理
- ZIP!（2022年10月10日・11日）- 山本紘之の代理
- DayDay. - 「FOCUSニュース」・「BUZZ today」
  - 木・金曜担当（2023年4月6日 - 6月2日）
  - 月・火曜担当（2023年6月5日 - 2024年3月26日）
  - 月 - 水曜担当（2024年4月1日 - 2025年3月26日）
- news zero（2024年1月31日）- 安村直樹の代理
- シューイチ （2025年4月5日　- ) 土曜MC